# Dominic Inglot
Dominic Inglot (Londen, 6 maart 1986) is een Britse tennisser. Hij heeft veertien ATP toernooien gewonnen in het dubbelspel, en stond dertienmaal in de finale van een toernooi. Hij heeft zes challengers in het dubbelspel op zijn naam staan.

## Prestaties

### 2012
In het begin van het jaar won Inglot nog een challengertoernooi in Dallas. Daarna kwam zijn eerste ATP-finale in Houston, die hij samen met zijn partner Treat Huey verloor van het duo James Blake en Sam Querrey. In Washington was het echter wel raak. Daar versloeg men in de finale Kevin Anderson en Sam Querrey. In Bazel verloor men dan weer van het topduo Nenad Zimonjić en Daniel Nestor. Hij sloot het jaar af op een 40ste plek, zijn hoogste eindejaarsnotering tot dan toe.

### 2013
In 2013 won men in tegenstelling tot het jaar voordien wel het toernooi in Bazel door het verslaan van het Oostenrijks duo Oliver Marach en Julian Knowle in de finale. Men verloor ook wel 3 finales in de toernooien van Düsseldorf, Winston-Salem en Sint-Petersburg. Ook behaalde hij zijn beste prestatie tot dan toe op een grandslamtoernooi op de US Open.
Hij sloot het jaar af op een 28ste plek op de wereldranglijst.

### 2014
In 2014 was er enkel een toernooiwinst op een grastoernooi van ATP Eastbourne. Op de Australian Open behaalde men voor de eerste keer de kwartfinale, waar men verloor van Eric Butorac en Raven Klaasen. Op de andere grandslamtoernooien kwam men niet verder dan een tweede ronde.
Het jaar sloot hij dan ook iets lager af op een 48ste plek.

### 2015
In het begin van het jaar ging het goed met twee ATP-finales die men wel verloor, in Auckland en Montpellier. Inglot haalde voor het tweede jaar op rij de kwartfinales van de Australian Open. Daarin verloor hij samen met Florin Mergea van de Nederlander Jean-Julien Rojer en de Roemeen Horia Tecău. 
In Winston Salem behaalde hij zijn vierde toernooizege.
Op het grandslamtoernooi van de US Open haalde hij voor de eerste keer de halve finale. Daarin ging hij onderuit tegen de latere winnaars uit Frankrijk.
Het jaareinde sloot hij af op een 23ste plek.

## Palmares
| Legenda                       | Legenda               |
| ----------------------------- | --------------------- |
| Grand Slam                    |                       |
| Olympische Spelen             |                       |
| tot 2009                      | vanaf 2009            |
| Tennis Masters Cup            | ATP Finals            |
| ATP Masters Series            | ATP Tour Masters 1000 |
| ATP International Series Gold | ATP Tour 500          |
| ATP International Series      | ATP Tour 250          |

### Dubbelspel
| Nr.                          | Datum             | Toernooi            | Ondergrond    | Partner              | Tegenstanders in finale          | Score                  | Details |
| ---------------------------- | ----------------- | ------------------- | ------------- | -------------------- | -------------------------------- | ---------------------- | ------- |
| Gewonnen finales herendubbel |                   |                     |               |                      |                                  |                        |         |
| 1.                           | 30 juli 2012      | ATP Washington      | Hardcourt     | Treat Huey           | Kevin Anderson Sam Querrey       | 7-6(7), 6-7(9), [10-5] | Details |
| 2.                           | 27 oktober 2013   | ATP Bazel (1)       | Hardcourt (i) | Treat Huey           | Julian Knowle Oliver Marach      | 6-3, 3-6, [10-4]       | Details |
| 3.                           | 21 juni 2014      | ATP Eastbourne      | Gras          | Treat Huey           | Alexander Peya Bruno Soares      | 7-5, 5-7, [10-8]       | Details |
| 4.                           | 30 augustus 2015  | ATP Winston-Salem   | Hardcourt     | Robert Lindstedt     | Eric Butorac Scott Lipsky        | 6-2, 6-4               | Details |
| 5.                           | 25 juni 2016      | ATP Nottingham      | Gras          | Daniel Nestor        | Ivan Dodig Marcelo Melo          | 7-5, 7-6(4)            | Details |
| 6.                           | 25 september 2016 | ATP Sint-Petersburg | Hardcourt (i) | Henri Kontinen       | Andre Begemann Leander Paes      | 4-6, 6-3, [12-10]      | Details |
| 7.                           | 15 april 2017     | ATP Marrakesh       | Gravel        | Mate Pavić           | Marcel Granollers Marc López     | 6-4, 2-6, [11-9]       | Details |
| 8.                           | 29 april 2018     | ATP Boedapest       | Gravel        | Franko Škugor        | Matwé Middelkoop Andrés Molteni  | 6-7(8), 6-1, [10-8]    | Details |
| 9.                           | 6 mei 2018        | ATP Istanboel       | Gravel        | Robert Lindstedt     | Ben McLachlan Nicholas Monroe    | 3-6, 6-3, [10-8]       | Details |
| 10.                          | 16 juni 2018      | ATP Rosmalen (1)    | Gras          | Franko Škugor        | Raven Klaasen Michael Venus      | 7-6(3), 7-5            | Details |
| 11.                          | 28 oktober 2018   | ATP Bazel (2)       | Hardcourt (i) | Franko Škugor        | Alexander Zverev Mischa Zverev   | 6-2, 7-5               | Details |
| 12.                          | 15 juni 2019      | ATP Rosmalen (2)    | Gras          | Austin Krajicek      | Marcus Daniell Wesley Koolhof    | 6-4, 4-6, [10-4]       | Details |
| 13.                          | 29 juli 2019      | ATP Atlanta         | Hardcourt     | Austin Krajicek      | Bob Bryan Mike Bryan             | 6-4, 6-7(5), [11-9]    | Details |
| 14.                          | 16 februari 2020  | ATP Uniondale       | Hardcourt (i) | Aisam-ul-Haq Qureshi | Steve Johnson Reilly Opelka      | 7-6(5), 7-6(6)         | Details |
| Verloren finales herendubbel |                   |                     |               |                      |                                  |                        |         |
| 1.                           | 15 april 2012     | ATP Houston         | Gravel        | Treat Huey           | James Blake Sam Querrey          | 6-7(14), 4-6           | Details |
| 2.                           | 22 oktober 2012   | ATP Bazel           | Hardcourt (I) | Treat Huey           | Daniel Nestor Nenad Zimonjić     | 5-7, 7-6(4), [5-10]    | Details |
| 3.                           | 25 mei 2013       | ATP Düsseldorf      | Gravel        | Treat Huey           | Andre Begemann Martin Emmrich    | 5-7, 2-6               | Details |
| 4.                           | 24 augustus 2013  | ATP Winston-Salem   | Hardcourt     | Treat Huey           | Daniel Nestor Leander Paes       | 6-7(10), 5-7           | Details |
| 5.                           | 22 september 2013 | ATP Sint-Petersburg | Hardcourt (I) | Denis Istomin        | David Marrero Fernando Verdasco  | 6-7(6), 3-6            | Details |
| 6.                           | 17 januari 2015   | ATP Auckland        | Hardcourt     | Florin Mergea        | Raven Klaasen Leander Paes       | 6-7(1), 4-6            | Details |
| 7.                           | 8 februari 2015   | ATP Montpellier     | Hardcourt (I) | Florin Mergea        | Marcus Daniell Artem Sitak       | 6-3, 4-6, [14-16]      | Details |
| 8.                           | 11 juni 2016      | ATP Rosmalen        | Gras          | Raven Klaasen        | Mate Pavić Michael Venus         | 6-3, 3-6, [9-11]       | Details |
| 9.                           | 26 februari 2017  | ATP Marseille       | Hardcourt (i) | Robin Haase          | Julien Benneteau Nicolas Mahut   | 4-6, 7-6(9), [5-10]    | Details |
| 10.                          | 25 februari 2018  | ATP Marseille       | Hardcourt (i) | Marcus Daniell       | Raven Klaasen Michael Venus      | 7-6(2), 3-6, [4-10]    | Details |
| 11.                          | 3 augustus 2019   | ATP Cabo San Lucas  | Hardcourt     | Austin Krajicek      | Romain Arneodo Hugo Nys          | 5–7, 7–5, [14–16]      | Details |
| 12.                          | 9 februari 2020   | ATP Montpellier     | Hardcourt (i) | Aisam-ul-Haq Qureshi | Nikola Čačić Mate Pavić          | 4-6, 7-6(4), [4-10]    | Details |
| 13.                          | 2 mei 2021        | ATP Estoril         | Gravel        | Luke Bambridge       | Hugo Nys Tim Pütz                | 5–7, 6–3, [3–10]       | Details |
| Gewonnen challengers         |                   |                     |               |                      |                                  |                        |         |
| 1.                           | 8 augustus 2010   | Vancouver           | Hardcourt     | Treat Huey           | Ryan Harrison Jesse Levine       | 6-4, 7-5               |         |
| 2.                           | 15 augustus 2010  | Binghamton          | Hardcourt     | Treat Huey           | Scott Lipsky David Martin        | 5-7, 7-6(2), [10-8]    |         |
| 3.                           | 6 november 2011   | Charlottesville     | Hardcourt (I) | Treat Huey           | John Paul Fruttero Raven Klaasen | 4-6, 6-3, [10-7]       |         |
| 4.                           | 11 februari 2012  | Dallas              | Hardcourt (I) | Chris Eaton          | Nicholas Monroe Jack Sock        | 6-7(6), 6-4, [19-17]   |         |
| 5.                           | 10 juni 2012      | Nottingham          | Gras          | Treat Huey           | Jonathan Marray Frederik Nielsen | 6-4, 6-7(9), [10-8]    |         |
| 6.                           | 4 april 2021      | Marbella            | Gravel        | Matt Reid            | Romain Arneodo Hugo Nys          | 1-6, 6-3, [10-6]       |         |

## Prestatietabel dubbelspel
| Legenda | Legenda                          |
| ------- | -------------------------------- |
| g.t.    | geen toernooi gehouden           |
| l.c.    | lagere categorie                 |
| –       | niet deelgenomen                 |
| G       | uitgeschakeld in de groepsfase   |
| 1R      | uitgeschakeld in de eerste ronde |
| 2R      | uitgeschakeld in de tweede ronde |
| 3R      | uitgeschakeld in de derde ronde  |
| 4R      | uitgeschakeld in de vierde ronde |
| KF      | uitgeschakeld in de kwartfinale  |
| HF      | uitgeschakeld in de halve finale |
| F       | de finale verloren               |
| W       | het toernooi gewonnen            |
| w-v     | winst/verlies-balans             |

| Grandslamtoernooien  |      |    |      |      |      |    |      |      |      |      |    |
| Australian Open      | –    | –  | 1R   | KF   | KF   | 3R | 3R   | KF   | 2R   | 1R   | 2R |
| Roland Garros        | –    | 3R | 3R   | 2R   | –    | –  | 1R   | 1R   | 1R   | 1R   | 1R |
| Wimbledon            | 3R   | 1R | 3R   | 1R   | 2R   | 2R | 1R   | HF   | 1R   | g.t. | 2R |
| US Open              | –    | 2R | KF   | 1R   | HF   | 1R | 1R   | 3R   | 1R   | 1R   |    |
| ATP Masters 1000     |      |    |      |      |      |    |      |      |      |      |    |
| Indian Wells         | –    | –  | –    | KF   | KF   | 2R | –    | –    | KF   | g.t. |    |
| Miami                | –    | –  | 2R   | 1R   | 1R   | 1R | 1R   | 1R   | 1R   | g.t. | –  |
| Monte Carlo          | –    | –  | –    | 1R   | –    | KF | –    | –    | 1R   | g.t. | –  |
| Madrid               | –    | –  | –    | 2R   | –    | –  | –    | –    | 1R   | g.t. | –  |
| Rome                 | –    | –  | 2R   | 2R   | –    | 2R | –    | –    | 1R   | –    | –  |
| Montreal/Toronto     | –    | –  | 2R   | 1R   | –    | –  | –    | –    | –    | g.t. |    |
| Cincinnati           | –    | –  | –    | 1R   | –    | 2R | –    | –    | –    | –    |    |
| Shanghai             | –    | –  | KF   | –    | 2R   | –  | –    | 2R   | –    | g.t. |    |
| Parijs               | –    | –  | 1R   | 1R   | HF   | 1R | –    | 2R   | –    | –    |    |
| Olympische Spelen    |      |    |      |      |      |    |      |      |      |      |    |
| Olympische Spelen    | g.t. | –  | g.t. | g.t. | g.t. | 1R | g.t. | g.t. | g.t. | g.t. |    |
| Statistieken         |      |    |      |      |      |    |      |      |      |      |    |
| Totaal aantal titels | 0    | 1  | 1    | 1    | 1    | 2  | 1    | 3    | 2    | 1    | 0  |
| Eindejaarsranking    | 116  | 40 | 28   | 48   | 23   | 43 | 51   | 20   | 60   | 60   |    |